# Lepidaploa ehretiifolia
Lepidaploa ehretiifolia là một loài thực vật có hoa trong họ Cúc. Loài này được (Benth.) H.Rob. mô tả khoa học đầu tiên năm 1990.